# Bier in Armenië

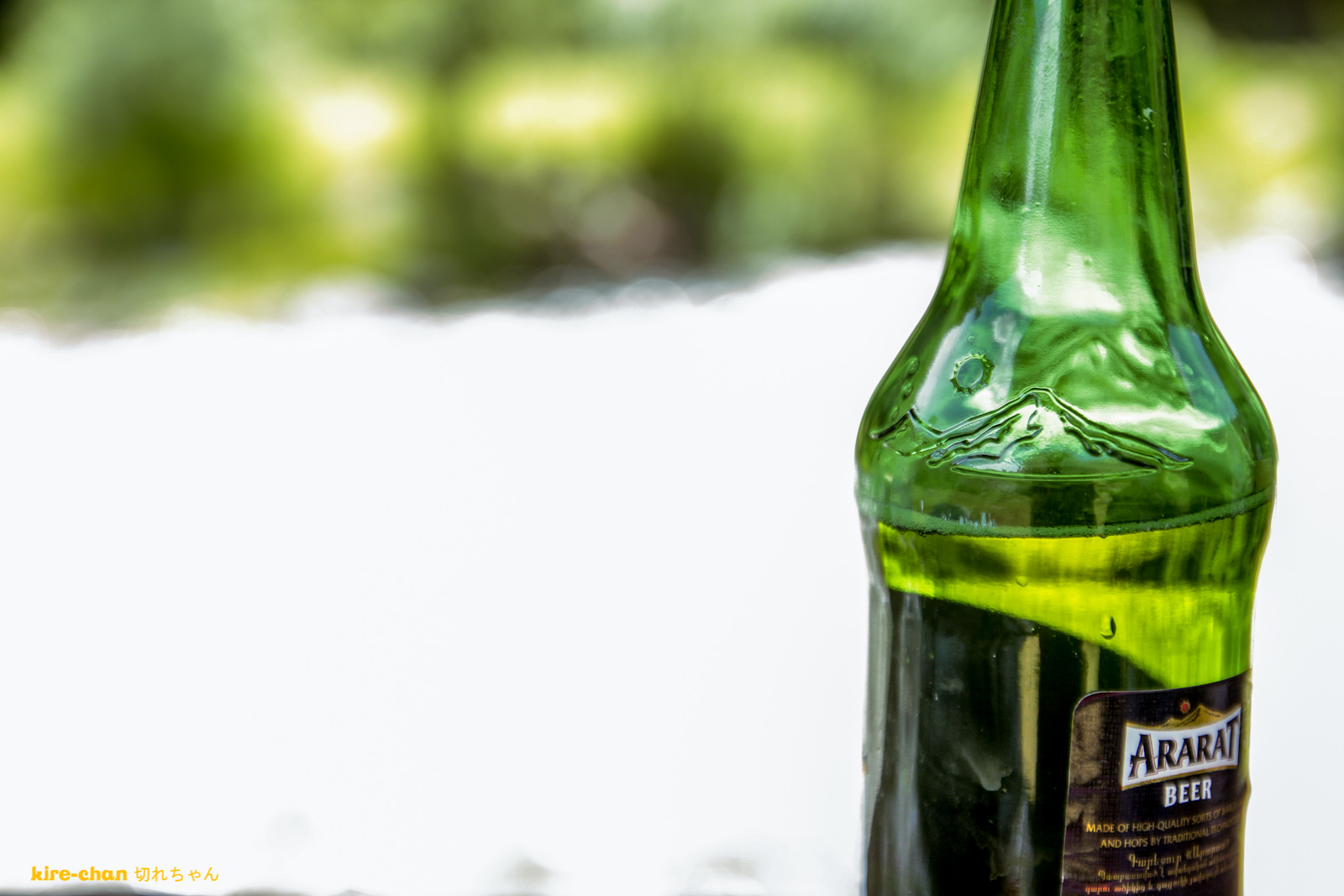
Ararat bier

Bier (Armeens: գարեջուր (garejur)) wordt in Armenië al sinds de oudheid gebrouwen. In het boek Anabasis van Xenophon uit 398 v.Chr. beschrijft hij "wijn gemaakt van gerst" in de Armeense dorpen: "Hier was ook tarwe, gerst en bonen en gerstewijn in grote kommen. Gerstkorrels dreven boven in deze drank".
Bier maakt slechts 9% uit van de totale alcoholconsumptie in het land. Er zijn vier grote brouwerijen in Armenië waarvan brouwerij Yerevan de grootste is, met het bier Kilikia. Ze exporteren meer dan 20% naar Rusland. Brouwerij Kotayk maakt onderdeel uit van de Franse Groupe Castel. 
In september 2012 werd het allereerste Armeens bierfestival in Jerevan georganiseerd, het Armenian Beer Fest. 

## Cijfers 2013
- Export: 15.000 hl
- Bierconsumptie per inwoner: 1,05 liter
- Actieve brouwerijen: 14

## Brouwerijen (grootste)
- Brouwerij Yerevan
- Brouwerij Kotayk (Groupe Castel)
- Hayasy Group
- Shirak Gyumri bier- en moutfabriek CJSC

## Bieren
- Kilikia
- Kotayk
- Erebuni
- Gyumri
- Aleksandrapol
- Hayasy
- Hayer
- Yerevan Beer
- Ararat
- Kellers